# Eviota rubrimaculata
Eviota rubrimaculata, tên thông thường là redspot dwarfgoby, là một loài cá biển thuộc chi Eviota trong họ Cá bống trắng. Loài này được mô tả lần đầu tiên vào năm 2015.

## Từ nguyên
Từ rubrimaculata trong danh pháp của E. rubrimaculata được ghép từ 2 âm tiết trong tiếng Latinh: rubra ("màu đỏ") và macula ("vệt đốm"), ám chỉ các đốm đỏ đặc trưng trên đầu và cơ thể của loài cá này.

## Phạm vi phân bố và môi trường sống
E. rubrimaculata có phạm vi phân bố ở Tây Thái Bình Dương. Loài cá này chỉ được tìm thấy tại một địa điểm duy nhất: xung quanh đảo Yoron thuộc quần đảo Ryukyu (Nhật Bản), ở độ sâu khoảng 6 đến 8 m.

## Mô tả
Chiều dài cơ thể tối đa được ghi nhận ở E. rubrimaculata là 1,2 cm. Đầu và thân trong mờ, có màu xám trắng với nhiều vệt đốm màu đỏ phủ khắp dầu và cơ thể. Hai bên đầu có các chấm đen li ti. Bụng màu trắng. Mống mắt màu xám bạc với các vạch đỏ bao quanh đồng tử.Ngoại trừ vây hậu môn màu đen, các vây còn lại trong suốt với các chấm đốm màu cam.
Số gai ở vây lưng: 7; Số tia vây ở vây lưng: 9; Số gai ở vây hậu môn: 1; Số tia vây ở vây hậu môn: 8; Số tia vây ở vây ngực: 16.